# Hornsey
Hornsey est un quartier du nord de Londres (Royaume-Uni) situé dans le district de Haringey.

## Origine du nom
Le nom du quartier est mentionné pour la première fois au XIIIe siècle avec le nom Haringeie. Ce nom signifie en vieil anglais « l'enclosure d'un homme appelé Haring ». Au XVIe siècle, le nom est réduit à Hornesey.
Le quartier proche de Harringay était bâti dans le XVIIIe et XIXe siècles, et donné l'ancien nom de Hornsey, et le district qui se trouve entre les deux quartiers est appelé Haringey, un autre variant du nom. Donc, les trois noms Hornsey, Harringay et Haringey étaient utilisés originellement pour décrire le même lieu.

## Transport
La route A103 relie Hornsey à Lower Holloway (district d'Islington).

## Personnalités liées
- Madeleine Dring (1923-1977), violoniste, pianiste, chanteuse et compositrice britannique, y est née.
- Lola Young, actrice britannique, baronne Young de Hornsey depuis 2004.